# Калофиллум прицветниковый
Калофи́ллум прицве́тниковый (лат. Calophyllum bracteatum) — травянистое растение из рода Калофиллум (Calophyllum) семейства Калофилловые (Calophyllaceae).
Эндемик Шри-Ланки, где распространён на юго-западе острова. Естественные места обитания — равнинные вечнозелёные леса.